# Jacob Holdt
Jacob Holdt (* 29. dubna 1947 Kodaň, Dánsko) je dánský fotograf, spisovatel a pedagog. Jeho pilotní práce American Pictures (Americké obrázky) získala mezinárodní věhlas v roce 1977 za efektivní fotografické odhalení útrap nižších tříd Ameriky.

## Život a dílo
V 70. letech 20. století strávil řadu let ve Spojených státech, kde fotografoval scény sociálně znevýhodněných po celé zemi. Ve své celosvětově úspěšné knize Americké obrázky (1977) uváděl tyto snímky do kontrastu s fotografiemi americké elity a doufal, že tak položí základ pro sociální reformy.

## Díla
- American Pictures (1977)
- Indians and campesinos in Bolivia (1991)[3]
- Nepals Jord (1996)[3]